# 1985 في نيوزيلندا
فيما يلي قوائم الأحداث التي وقعت خلال عام 1985 في نيوزيلندا.

## رياضة
- 1 يناير – كأس نيوزيلندا 1985 الفائز Napier City Rovers FC [الإنجليزية]‏.

## مواليد

### يناير
- 1 يناير – سيلينا فووت رسامة نيوزيلندية.[1]
- 1 يناير – مات ويلان ممثل نيوزيلندي.
- 1 يناير – نيكولا كامبل متزحلقة جبال الألب نيوزيلندية.[2]
- 1 يناير – هارون بانكروفت لاعب رغبي نيوزيلندي.
- 2 يناير – ريبيكا ستيل لاعبة كركيت نيوزيلندية.
- 9 يناير – كرايغ سميث لاعب كركيت نيوزيلندي.
- 16 يناير – مات هولواي لاعب رغبي نيوزيلندي.
- 25 يناير – آدم كامبل لاعب كرة قدم أسترالي.

### فبراير
- 25 فبراير – بينغي مارشال
- 25 فبراير – جاكوب إليسون لاعب رغبي نيوزيلندي.

### مارس
- 8 مارس – سولومون كينغ لاعب رغبي نيوزيلندي.
- 14 مارس – داينا إدواردز لاعب اتحاد رغبي أسترالي.

### أبريل
- 7 أبريل – جاك باور درّاج طريق نيوزيلندي.
- 10 أبريل – براد ويلسون لاعب كركيت نيوزيلندي.
- 16 أبريل – بريندون ليونارد لاعب رغبي نيوزيلندي.
- 16 أبريل – دانيال فلين لاعب كركيت نيوزيلندي.
- 17 أبريل – أندي مكاي لاعب كركيت نيوزيلندي.

### مايو
- 13 مايو – أندرو بنتلي لاعب دوري رغبي فرنسي.
- 14 مايو – سالي مارتن ممثلة نيوزيلندية.[3]

### يونيو
- 10 يونيو – كرايغ ميلر
- 24 يونيو – ريتشارد مايهيو لاعب رغبي نيوزيلندي.
- 27 يونيو – لويس أندرسون لاعب دوري رغبي نيوزيلندي.

### أغسطس
- 3 أغسطس – سوني بيل وليامز

### سبتمبر
- 3 سبتمبر – خايمي نيلسن متسابقة دراجات نيوزيلندية.[4]
- 4 سبتمبر – بيتر هيوم موسيقية نيوزيلندية.
- 11 سبتمبر – جيريمي مانينغ لاعب اتحاد رغبي نيوزيلندي.
- 11 سبتمبر – مارك ويلرز درّاج طريق نيوزيلندي.
- 17 سبتمبر – جارود كيني لاعب كرة سلة نيوزيلندي.
- 23 سبتمبر – شاين كريستي لاعب اتحاد رغبي نيوزيلندي.
- 23 سبتمبر – مونيك وليامز عداءة سرعة نيوزيلندية.[5]

### أكتوبر
- 10 أكتوبر – برونسون هاريسون لاعب دوري رغبي نيوزيلندي.
- 13 أكتوبر – جارد باين لاعب رغبي نيوزيلندي.
- 14 أكتوبر – ليون هنري لاعب كرة سلة نيوزيلندي.
- 21 أكتوبر – مارتن ميتشيل لاعب دوري رغبي نيوزيلندي.
- 26 أكتوبر – هاريسون هانسن لاعب دوري رغبي نيوزيلندي.
- 28 أكتوبر – سامانثا كورتيس لاعبة كركيت نيوزيلندية.

### نوفمبر
- 1 نوفمبر – إميلي ماكول لاعبة كرة قدم نيوزيلندية.[6]
- 23 نوفمبر – ستيفن بريت لاعب رغبي نيوزيلندي.

### ديسمبر
- 21 ديسمبر – نادية ليم
- 27 ديسمبر – جوزيف كوبر دراج نيوزيلندي.

## وفيات

### يناير
- 1 يناير – إيفار كامبل (مواليد 1904) مخرج أفلام نيوزيلندي.
- 1 يناير – هيلين ليليان شو (مواليد 1913)[7]

### فبراير
- 14 فبراير – دوغلاس ستيوارت (مواليد 1913) شاعر نيوزيلندي.[8]

### مايو
- 1 مايو – باسل مالكوم آرثر (مواليد 1928) سياسي نيوزيلندي.
- 15 مايو – آرثر فولكنير (مواليد 1921) سياسي نيوزيلندي.
- 22 مايو – رستي بيج (مواليد 1908) لاعب اتحاد رغبي نيوزيلندي.

### يونيو
- 5 يونيو – ماكس لويس (مواليد 1923) لاعب كريكت نيوزلندي.

### يوليو
- 10 يوليو – جون كافناغ (مواليد 1913) قس نيوزيلندي.
- 19 يوليو – تيد جونسون (مواليد 1924) مُجدّف نيوزيلندي.[9]
- 27 يوليو – فريدريك ستانلي غوردون (مواليد 1897) طيار بطل نيوزيلندي.

### أغسطس
- 26 أغسطس – نورمان دوغلاس (مواليد 1910) سياسي نيوزيلندي.
- 31 أغسطس – توم موريسون (مواليد 1913) لاعب اتحاد رغبي نيوزيلندي.

### سبتمبر
- 13 سبتمبر – غوردون لوسون (مواليد 1899) لاعب اتحاد رغبي نيوزيلندي.

### ديسمبر
- 14 ديسمبر – روث ويلكينسون (مواليد 1901)
- 21 ديسمبر – فرنسيس جون تورنر (مواليد 1904)[10]